# Wybory do Parlamentu Europejskiego w Szwecji w 2019 roku
Wybory do Parlamentu Europejskiego w Szwecji w 2019 roku - wybory do IX kadencji Parlamentu Europejskiego, które w Szwecji zostały przeprowadzone 26 maja 2019 roku. W ich wyniku wybranych zostało 20 europarlamentarzystów, a kolejny uzyskał mandat (członek MP) po wejściu w życie Brexitu. Frekwencja wyniosła 55,27%, czyli w porównaniu z poprzednimi wyborami wzrosła o 4,20%.

## Wyniki wyborów[2]
| Partia | Partia                                             | Grupa w PE | Mandaty | Mandaty | Głosy     | Głosy | Głosy  |
| Partia | Partia                                             | Grupa w PE | Liczba  | Zmiana  | Liczba    | %     | Zmiana |
| ------ | -------------------------------------------------- | ---------- | ------- | ------- | --------- | ----- | ------ |
|        | Szwedzka Socjaldemokratyczna Partia Robotnicza (S) | S&D        | 5/20    | 0       | 974 589   | 23,48 | 0,71   |
|        | Umiarkowana Partia Koalicyjna (M)                  | EPP        | 4/20    | 1       | 698 770   | 16,83 | 3,18   |
|        | Szwedzcy Demokraci (SD)                            | ECR        | 3/20    | 1       | 636 877   | 15,34 | 5,67   |
|        | Partia Zielonych (MP)                              | G/EFA      | 2/20    | 2       | 478 258   | 11,52 | 3,89   |
|        | Partia Centrum (C)                                 | RE         | 2/20    | 1       | 447 641   | 10,78 | 4,29   |
|        | Chrześcijańscy Demokraci (KD)                      | EPP        | 2/20    | 1       | 357 856   | 8,62  | 2,69   |
|        | Partia Lewicy (V)                                  | GUE/NGL    | 1/20    | 0       | 282 300   | 6,80  | 0,50   |
|        | Liberałowie (L)                                    | RE         | 1/20    | 1       | 171 419   | 4,13  | 0,4    |
|        | Inicjatywa Feministyczna (FI)                      | S&D        | 0/20    | 1       | 32 143    | 0,77  | 4,72   |
|        | Partia Piratów (PP)                                | -          | 0/20    | 0       | 26 526    | 0,64  | 1,59   |
|        | Inni                                               |            | 0/20    | 0       | 45 091    | 1,09  |        |
|        | Łącznie                                            |            | 20      | 0       | 1 836 059 | 100   | 0      |